# One Step Closer
"One Step Closer" er en single fra nü-metalbandet Linkin Park, og er det andet spor på deres debutalbum fra 2000, Hybrid Theory. "One Step Closer" har gennem tiderne fået status som en af bandets mest populære sange[kilde mangler].